# 2023年布基納法索未遂政變
布吉納法索於2023年9月26日發生軍政府內部政變，武裝部隊內的反對人士試圖推翻一年前上臺的易卜拉欣·特拉奧雷領導的執政軍政府。

## 2022年1月政變
2022年1月，由於布吉納法索政府無法鎮壓國內的聖戰叛亂，保羅-亨利·桑道戈·達米巴推翻了羅克·馬克·克利斯蒂安·卡博雷政府。該場叛亂始於2019年，而聖戰分子在2021年底在全國範圍內取得了進展。起初達米巴政府受到布吉納法索民眾的歡迎，但達米巴無法控制叛亂，隨後被易卜拉欣·特拉奧雷領導的反對人士推翻。隨後，特拉奧雷聲稱在2022年12月成功阻撓由伊曼紐爾·宗格拉納中校領導的針對他的政變計畫。
在布吉納法索軍隊內部充斥不滿的謠言之下，特拉奧雷改組了他的內閣。塞庫·韋德拉奧果（Sekou Ouedraogo）被免去布吉納法索國家情報局局長的職務，賽義杜·瓦塔拉（Seydou Ouattara）被任命接替該職位。阿卜杜拉耶·甘德馬（Abdoulaye Gandemá）則被任命為國家安全和員警部門負責人。塞萊斯汀·辛波雷（Célestin Simporé）則於2023年4月被任命為布吉納法索武裝部隊總司令。
2023年9月25日，親法國新聞雜誌青年非洲發表了一篇關於瓦加杜古不滿軍官之間日益緊張的文章。士兵和軍官對祖國防衛志願軍VDP的指揮官Zanga Moumouni Traore的死亡感到義憤填膺，他在博博迪乌拉索附近與聖戰分子作戰時因裝備不足殉職。隨後，瓦加杜古的軍事基地和特拉奧雷住所附近零星的槍聲進一步升級了緊張局勢。因此，布吉納法索軍政府暫停了《青年非洲》在國內的報導，稱這些文章“並非屬實”。

## 2023年未遂政變
9月26日晚，支持特拉奧雷的社交媒體賬戶發佈了信息，鼓勵軍政府的支持者（俗稱“過渡守護者”）在可能發生政變的謠言浮出水面后外出抗議，支持特拉奧雷。博博迪烏拉索和加瓦等城市也發生親軍政府的抗議活動。9月27日上午，瓦加杜古市中心爆發了反特拉奧雷政府的小型抗議活動，活動很快就被驅散。當晚，軍政府表示，布吉納法索情報機構收集的情報成功阻擋了高級安全官員意圖發動的政變。軍政府並表示，四名軍官因政變未遂而被捕，另有兩人正在逃亡。
軍政府後來指出，政變的領導人包括布吉納法索特種部隊指揮官阿卜杜勒·阿齊茲·奧烏巴（Abdoul Aziz Aouoba）、高等民防研究所所長布巴卡爾·凱塔（Boubacar Keita）中校、VDP特種部隊指揮官謝赫·哈姆扎·瓦塔拉（Cheikh Hamza Ouattara）中校和VDP特種部隊副指揮官克裡斯托夫·邁加（Christophe Maiga）等人。而包括9月13日被解僱的布吉納法索國家情報局前局長塞庫·韋德拉奧果等另外兩名官員，據說正躲藏中。

## 後續
10月4日，特拉奧雷免除了埃夫拉爾·索姆達（Évrard Somda）中校的國家憲兵隊隊長職務，由庫阿格裡·納塔馬（Kouagri Natamah）中校接替，另有消息稱兩名憲兵隊指揮官因參與政變而被捕。
2024年1月，政府宣佈又成功阻擋了一場政變。官方稱這已是「第無數次破壞穩定的企圖」（énième tentative de déstabilisation），並逮捕數位軍方及民間人士。